# Танцівники Кінця часів
«Танцівники Кінця часів» (англ. The Dancers at the End of Time) — серія науково-фантастичних романів і оповідань Майкла Муркока, дія яких відбувається в Кінці часів, епоху, «де ентропія є царем, а Всесвіт почав руйнуватися сам на себе». Мешканці цієї епохи — безсмертні декаденти, які створюють польоти фантазії за допомогою енергетичних перснів, які черпають енергію, створену та накопичену їхніми предками мільйони років тому. Подорож у часі можлива, і протягом серії різні моменти часу відвідуються та повертаються. Космічні мандрівники також поширені, але більшість жителів Кінця часів вважають покинути планету огидним і шаблонним. Сама назва серії взята з вірша вигаданого поета ХІХ століття Ернеста Велдрейка, якого цитує місіс Амелія Андервуд у «Кінці всіх пісень». «Ернест Велдрейк» був псевдонімом, який використовував Алджернон Чарльз Свінберн.
Оригінальна трилогія («Чуже тепло», «Порожні землі» та «Кінець усіх пісень» - An Alien Heat, The Hollow Lands і The End of All Songs ) була опублікована між 1972 і 1976 роками. Трилогія має на меті розповісти останню історію кохання в історії людства. Інші історії в цій серії включають «Перетворення міс Мевіс Мін» (також відоме як «Месія наприкінці часів»), яке є переписом новели «Постійний вогонь». Кілька оповідань, деякі з яких увійшли до збірки «Легенди Кінця часів», були опубліковані в New Worlds 7–10 (відновлення журналу в м’якій палітурці). Короткі оповідання за участю Елріка («Елрік в Кінці часів») і Джеррі Корнеліуса («Пісня вбивці») також містять персонажів і місця з кінця часів.
Серед головних героїв серіалу — Джерек Карнеліан, один із небагатьох людей Кінця часів, які були не створені, а народжені природним шляхом; місіс Амелія Андервуд, мандрівниця в часі кінця ХІХ століття; загадковий лорд Джаггед; і міс Мейвіс Мін в однойменному творі «Перетворення міс Мейвіс Мін», де також фігурує Вогняний клоун. У омнібусному виданні Millennium 1993 року «Легенди Кінця часів» нібито зібрані всі історії та «Перетворення міс Мейвіс Мін» — під назвою «Постійний вогонь», — але воно вплинуло на серйозні друкарські помилки та опустило останні шість рядків «Елрік в Кінці часів» і все, крім останнього розділу «Постійний вогонь». Вони були виправлені для видання Orion 1997 року.

## Кінець часів
У пролозі «Чужого жару» це називається «історія про Джерека Карнеліана, який не знав, що таке мораль, і місіс Амелію Андервуд, яка знала про неї все». Роман починається з дискусії між «Джер»еком Карнеліаном і його матір'ю, Залізною Орхідеєю, про значення слова доброчесність. Сердолік, який шукав це слово в стародавньому словнику, знаходить поняття «дивним».
Джерек зустрічає своє майбутнє кохання, Амелію Андервуд, на екстравагантній вечірці, організованій герцогом Квінз, на тему «катастрофа». Герцог Квінз має намір зробити центральним персонажем цієї розваги інопланетянина Юшариспа, який намагається попередити людей, що всесвіту скоро настане кінець; людям це здається нудним, і розвага не вдається. Міледі Шарлотіна заморожує Юшариспа, щоб перевезти його до свого звіринця. Жерек радіє, коли пані Амелія Андервуд реагує на це, вигукуючи: «Відпустіть бідолашну істоту! Хоча він не є ні людиною, ні християнином, він все одно є одним із Божих створінь і має право на свою свободу!»
Приклад того, як легковажно ставляться до сексу, включаючи інцест і гомосексуалізм, наприкінці часів, можна знайти в перших розділах «Чужого жару». У розділі «Розмова із залізною орхідеєю» Джерек займається сексом зі своєю матір'ю, а в розділі «Сердолік зачає нову прихильність» він має одностатеву зустріч з лордом Джаггедом. Так само в «Легендах Кінця часів» Залізна Орхідея кохається з міледі Шарлотіною. Коли Жерек вирішує закохатися в пані Андервуд, ігноруючи всіх інших, всі аплодують його оригінальному мисленню.

## Пейзаж
Ландшафти наприкінці часів майже повністю штучні або ілюзорні, створені мешканцями та постійно змінюються. У першому розділі «Чужої спеки» Залізна Орхідея та Джерек Сердолік прокидаються після пікніка, який вони влаштували, і виявляють, що море стало багряно-червоним, а скеля з двома пальмами, що раніше стояла за ними, була замінена дванадцятиповерховою сріблястою пагодою. Однак під декорацією Земля - стерильна пустеля, освітлена тьмяним червоним Сонцем.
У новелі «Елрік в Кінці часів» мешканці Кінця часів намагаються розважити Елріка з Мелнібоне (і потішити себе), створивши пригоду, щоб зайняти Елріка. Елріку не чужий хаос, і він повністю впевнений, що насправді потрапив у царство хаосу. Це значною мірою через несподівані, химерні (і часто миттєві) зміни, які господарі вносять у ландшафт.

## Сюжет

### «Танцівники Кінця часів»

#### «Чуже тепло»
Назва цього тому походить від поеми Теодора Вратислава «Тепличні квіти».
Інопланетянин на ім'я Юшарисп прилітає на Землю, щоб попередити її мешканців, що всесвіт наближається до кінця; його власна планета вже зникла, і Земля неодмінно піде слідом за нею. Мешканці Землі незворушні, бо вважають його черговим провісником кінця світу; кінець Землі пророкували століттями. Набагато більше Джерека цікавить місіс Амелія Андервуд, мандрівниця в часі з вікторіанської Англії, адже він зачарований вікторіанською епохою. Джерек вирішує закохатися в неї. Місіс Андервуд, яку спочатку відразила розпуста Кінця часів, зрештою приходить до переконання, що Джерек щирий у своїх прихильностях, і починає навчати його моральних цінностей. Вона нарешті закохується в нього; коли вони збираються обійнятися, однак вона повертається до свого часу. Джерек, розбитий горем, вирішує врятувати її та вирушає до Лондона ХІХ століття, використовуючи машину часу з фільму Муркока «Ось людина».
Джерек настільки наївний, щодо вікторіанської епохи, незважаючи на його інтерес до неї, і (тимчасово) місцевий злодій, Снузер Вайн, обманом змушує його стати співучасником останньої афери Снузера. Не дивно, що Джерек виявляється бідним злочинцем, його швидко заарештовують, садять у в’язницю та відправляють до суду. На його подив, суддя видається не ким іншим, як його другом, лордом Джаггедом, але стверджує, що він один із Джаггерів. Джерека засуджують до страти, оскільки справа проти нього однозначна, але він не може зрозуміти, чому всі люди навколо нього так засмучені; жителі кінця часів безсмертні, і для них смерть лише минуща. Джерека вішають, але в Кінці часів він прокидається серед своїх друзів, які кажуть йому, що для них його не було лише на секунду.

#### «Порожні землі»
Назва цього тому походить від поеми Ернеста Доусона «Останнє слово».
Знову об’єднавшись в Кінці часів, Джерек та інші жителі Кінця часів повернулися до своїх улюблених розваг — вечірок та ігор. Їх перериває корабель інопланетних музикантів/піратів, лат. Джерек, переслідуваний латами, натрапляє на підземну школу, побудовану багато століть тому, щоб захистити останніх дітей тієї епохи від директора-тирана Пекінга Па Восьмого (посилання на Сема Пекінпу). Робот-няня постійно пускає по колу час, проведений у школі. Він такий старий, що в результаті переробляє один і той самий тиждень кілька разів. Вчителька-робот приймає Джерека за одного зі своїх дітей, бо забув, що є щось поза межами школи, і залишає його у себе. Коли він усвідомлює свою помилку, то погоджується відправити його назад у 1896 рік; його здатність переробляти час означає, що він може функціонувати як машина часу.
Повернувшись у ХІХ століття, Джерек прямує до Бромлі, де живе місіс Амелія Андервуд. По дорозі Джерек зустрічає Герберта Веллса і пояснює, що він мандрівник у часі, але зустрічає лише іронічну недовіру Веллса. Джерек нарешті возз’єднується з місіс Андервуд, але також змушений протистояти її чоловікові містеру Андервуду. Містер Андервуд настільки підозріло ставиться до їхньої історії, що місіс Андервуд неохоче тікає разом із Джереком. Переслідувані поліцією, вони рятуються журналістом містером Джексоном, який, як і суддя Джаггер, дуже схожий на лорда Джаггеда.
Поліція наздоганяє пару, що втікає, але їхню спробу арешту перериває поява Лата, Залізної Орхідеї та кількох інших жителів Кінця часів. Настає хаос, коли поліція та лати починають боротьбу, а сама тканина часу починає розпадатися. Мандрівники в часі починають зникати, і Джексон, який нарешті виявляється лордом Джаггедом (також суддею Джаггером), відводить Джерека та місіс Андервуд до машини часу, яка доставить їх у Кінець часів. Схоже, що машина не працює; замість того, щоб доставити їх на кінець часів, він висаджує їх у період нижнього Девону.

#### «Кінець усіх пісень»
Назва цього тому походить від поеми Ернеста Доусона «Покидьки».
Джерек і місіс Амелія Андервуд, провівши деякий час наодинці в Девоні, зустрічають Уну Перссон і капітана Освальда Бастабля, які представляють себе членами Гільдії Тимчасових Авантюристів. Вони пояснюють поняття мультивсесвіту як поєднання всіх одночасно існуючих реальностей перед тим, як відправити Джерека та Амелію назад у Кінець часів. Там Джерек знаходить усіх своїх друзів, які зникли з 1896 року, живими та здоровими, за винятком лорда Джаггеда, який ще не повернувся. Тепер Амелія більш толерантна до людей Кінця часів, хоча час від часу все ще обурюється їхньою неморальністю. Вона та Джерек відновлюють своє життя в «Чужому жарі», яке переривається раптовим прильотом снаряда, враженого, божевільного містера Андервуда, інспектора Спрінгера та дюжини поліцейських, а також Лат.
Джерек, герцог Квінз, поліцейські, Амелія та містер Андервуд шукають притулку від Лата в одному із Загублених міст, де зберігається енергія, використана людьми Кінця часів, щоб змінювати матерію через свої кільця, і здивовані тим, що побачите, що воно розсипається, а сонце вже зникло. До них приєднується Юшарисп і житель кінця часів Лорд Монгроув, маніакально-депресивний гігант, який пояснює, що апокаліпсис почався, і що вони єдині, хто вижив. Група з жахом усвідомлює, що їхні енергетичні кільця більше не працюють. У світлі їх неминучої загибелі Амелія нарешті визнає, що її кохання до Джерека важливіше для неї, ніж мораль чи звичаї.
З'являються Залізна Орхідея та Лорд Джаггед, яких на даний момент вважають мертвими. Лорд Джаггед виявляється батьком Джерека та мандрівником у часі з ХХІ століття. Дізнавшись про неминуче знищення Землі, він прагнув зберегти людство, відправивши «нових Адама і Єву» на початок часів, таким чином створивши петлю, яка не дасть людству витратити тисячі років на повторне вивчення основ цивілізації. З генетичних причин він вибрав Джерека й Амелію й організував їхню зустріч. Висадка Амелії та Джерека в девоні не входила в його план; насправді вони подорожували не назад у часі, а надто далеко в майбутнє, за Кінець світу, в якому вони зараз проживали. Зрозумівши це, Джаггед зрозумів, що час є круговим, а не лінійним, як передбачалося раніше, і розробив новий план. У той час як його друзі спустошені, він демонструє непохитний оптимізм і дивує всіх, створюючи нове сонце за допомогою свого енергетичного персня. Він продовжує пояснювати, що енергію можна черпати з будь-якої існуючої реальності у мультивсесвіті; це, у поєднанні з технологією, яка "переробляла" час у підземній школі, може бути використано, щоб підтримувати Землю назавжди.
Переконавшись, що Земля в безпеці в часовій петлі та забезпечена новим джерелом енергії, Кінець Таймерів воскрешає своїх друзів, які загинули під час перерваного апокаліпсису, і відновлює свій світ. Амелія, якій тепер комфортно наприкінці часів, стає популярною. Під час візиту до містера Андервуда в Загубленому місті вона стикається з його переконанням, що вона проклята, коли розповідає йому про свою віру в те, що Бог мертвий. Поки вона бореться зі своїм сумлінням і новим атеїзмом, її чоловік повертається в XIX століття, і вона вирішує вийти заміж за Джерека. Коли лорд Джаггед пропонує відправити її та Джерека в майбутнє, поза часовою петлею, щоб після кінця світу створити нову цивілізацію, вони погоджуються.

### «Легенди кінця часів»
«Бліді троянди» починається зі знищення райдужної частини твору Вертера де Ґете «Дощ» вічною наложницею, коханкою Христією та відчаєм Вертера. Після короткої перерви Вертер виявляє, використовуючи парашут, який дуже нагадує повітряну кулю, дитину (Кетрін Лілі Маргеріт Наташа Долорес Беатріс Машиншоп-Севен Фламбо Вдячність), яка є чотирнадцятирічною дочкою двох мандрівників у часі, і зволила взяти на себе роль її нині покійних батьків.
Після маскараду на тему «Дитинство» Вертер пристрасно вражений і вступає в статевий акт з Кетрін. Після цієї події, відчуваючи огиду до того, що він сприймає як жахливість своїх вчинків, він відчуває ще більше огиди до Кетрін за те, що насолоджувався тим, що вона описує як «le petit mal». Кульмінацією історії є самогубство Вертера, який стрибнув зі своєї вежі без допомоги парашута, і його подальше воскресіння.
Потім з’ясовується, що Кетрін насправді є переодягненою володаркою Христією, серією подій є спроба примиритися після того, як вона знищила його веселку.
«Білі зірки»: після виявлення того, що він випадково знищив один із експериментів лорда Акули Невідомого з лишайником, герцог Квінс пропонує побитися з ним, щоб позбутися своєї провини.
У «Стародавніх тінях» мандрівниця в часі Дафніш Арматусе та її син Снаффлз прибувають на Кінець часів і вступають у справу з міс Мевіс Мін.

### «Перетворення міс Мевіс Мін»
Хроніка перетворення міс Мевіс Мін і ролі доктора Волоспіона, його співмешканців у Кінці часів і містера Еммануеля Блума, також відомого як Вогняний клоун. Кінцівка спочатку включала сцену, де головна героїня, Мейвіс Мін, була підкорена Блумом. Пізніше це було переписано автором. Роман також був опублікований, з відмінностями, під назвами «Месія в Кінці часів» і «Постійний вогонь» .

### «Елрік в Кінці часів»
«Елрік в Кінці часів» — одне з двох оповідань про Елріка, що входять до однойменної збірки «Елрік в Кінці часів». Його персонажі включають Елріка, Уну Перссон і лорда Джаггеда.

## Персонажі

### Джерек Сердолік
Джерек Карнеліан, син Залізної Орхідеї та невідомого батька (пізніше виявилося, що це лорд Джаггед), є головним героєм романів «Чуже тепло», «Порожні землі» та «Кінець усіх пісень». Джерек майже унікальний серед уродженців Кінця часів, оскільки він був народжений, а не створений. Лише Вертер де Ґете згадується як народжений, маючи на увазі, що ця риса є чимось рідкісним у цей період.
Дитинство та юність Джерека згодом забезпечили чимало новизни та інтересу для Залізної Орхідеї та її кліки, і залишили Джереку помітну дитячу свіжість та креативність порівняно з більшістю його сучасників. Це робить його чимось на зразок законодавця мод серед своїх однолітків. Зокрема, його захоплення минулим зробило його визнаним фахівцем у цій галузі – найближче, що «Кінець часів» має для історика. Його особливо цікавить ХІХ і початок ХХ століття. Проте мільйон або більше років втрачених записів і дезінформації взяли своє, і спроби Джерека відтворити елементи епохи часто комічно неточні.
Пізніше виявилося, що все існування Джерека було частиною складної схеми лорда Джаггеда, щоб вижити в Кінець часів шляхом вибіркового розведення раси людей, чия ДНК робить їх несприйнятливими до тенденції часу до самозцілення, відкидаючи мандрівників у часі, які подорожують до минуле, і кидаючи їх вперед до місця походження або далі. Ця тенденція називається «ефектом Морфейла» і названа на честь доктора Браннарта Морфейла, персонажа роману.
Джерек може бути втіленням повторюваного персонажа Муркока Джеррі Корнеліуса.

### Місіс Амелія Андервуд
Мешканка Бромлі ХІХ століття, вона потрапляє на вечірку, яку влаштовує герцог Квінз, за загадкових обставин після того, як її викрадають з власного століття. Вона одружена із задушливим містером Андервудом, який стає комічним персонажем у другій і третій книгах. Це чарівна молода жінка, і хоча вікторіанське виховання зробило з неї сувору моралістку, вона поступово починає відтавати під впливом Джерека. У дитинстві вона подорожувала з батьком, місіонером, екзотичними країнами: цей досвід заклав у неї зерна толерантності.
Спершу почуття обов'язку змушує її терпіти Жерека, незважаючи на його прикрі романтичні примхи; вона каже собі, що, як добра християнка, мусить прилучити його до таїнств чесноти. Згодом її особистість починає розквітати, і вона усвідомлює, що кохає Джерека.

### Залізна Орхідея
Остання жінка, яка народила на Землі, Залізна Орхідея — мати Джерека. Здивована тим, що у неї народилася дитина, вона радіє синові, заохочує його творчість і починання. Вона любить компанію Джерека, часто влаштовує з ним пікніки.

### Лорд Джаггед
Лорд Джаггед — мандрівник у часі, і, на відміну від Джерека та Залізної Орхідеї, не є корінним жителем Кінця часів. Він є батьком Джерека від Залізної Орхідеї, і пізніше показано, що він маніпулює різними подіями, які відбуваються в серіалі.
У короткій історії «Елрік наприкінці часів» лорд Джаггед приймає образ лорда хаосу Аріоха, повертаючи Елріка до його власного царства. Пізніше Уна Перссон робить йому комплімент за наслідування, кажучи:
|  | Твоє маскування було чудовим, Рванець. Як тобі вдалося так ретельно імітувати цього персонажа? Це переконало Елрика. Він справді подумав, що ти - хто б це не був - Герцог Хаосу? Я маю на увазі, це майже як якщо б ти був цим хлопцем "Аріохом"... |

Однак лорд Джаггед не відповідає на це. Замість цього він «[пихкає] своєю люлькою і [посміхається] таємною та зверхньою посмішкою».

### Вертер де Ґете
Вертер де Ґете названий на честь головного героя роману Ґете «Страждання юного Вертера» та на честь самого Ґете, і його також охоплює страх. Він виступає як головний герой повісті «Бліді троянди». Вертер — єдиний інший персонаж з Кінця часів, який був народжений, а не створений за допомогою кілець сили.

### Герцог Квінз
Герцог Квінз відомий в Кіці часів своїми епатажними творіннями. Його перша поява в «Чуже тепло» . Після коригування географії, де Залізна Орхідея та Джерек обідали, і змінивши море на темно-рожеве, описане як майже сіре, він знову експериментує зі штучними крилами, на жаль Залізної Орхідеї, яка дивується, чому він наполягає на цьому що вони мають успіх.

### Моя леді Шарлотіна
Моя леді Шарлотіна живе під останньою постійною водоймою на Землі, озером Біллі Кід. Примхлива, вона часто змінює відтінок шкіри на незвичайні кольори. Заздрісна колекціонерка, вона володіє одним із найбільших у світі звіринців мандрівників у часі та космосі. Вона є покровителькою Браннарта Морфайла, чиї лабораторії ділять її квартири під озером.

### Браннарт Морфейл
Браннарт Морфейл - самозваний науковець, який спеціалізується на часі та подорожах у часі. Він невисокий, потворний, має клишоногість і горб. Його ім'ям названо ефект Морфея - закон часу, який запобігає парадоксу подорожей у часі.

### Господиня Христія, вічна наложниця
Володарка Христія є вираженням жіночої краси Кінців часів. Улюблена всіма в Кінці часів, вона улюблена на зібраннях і завжди приходить першою.

### Єпископський замок
Раніше відомий як «Королівська Тура», Бішоп Касл цікавиться всім релігійним. Він носить десятифутову митру.

### Лорд Монгроув
Лорд Монгроув виглядає як сумний незграбний велетень. Одержимий темнішими емоціями, його стиль в одязі та житлі - це гнітючі, похмурі справи. Він стверджує, що не має друзів, але цінує естетику Вертера де Гете.

### Лі Пао
Лі Пао - мандрівник у часі з ХХІІІ століття. Він відчуває огиду до занепаду та надмірностей людей наприкінці часів, і часто карає їх за їхні аморальні способи, незважаючи на те, що він завжди відвідує їхні вечірки та зібрання.

### Міс Мевіс Мін
Міс Мейвіс Мін з'являється в оповіданні «Стародавні тіні», граючи роль господарку Дафніш Арматус та її сина Снафлза, а також у романі «Перетворення міс Мейвіс Мін», де вона втікає від підступів доктора Волоспіона. Вона зіграла невелику роль у пародії на шпигунський роман Муркока «Китайський агент» (1970), де вона описує себе як колишню екзотичну танцівницю на чверть китаянку, яка виконувала стриптиз під назвою «Квітка світанку Мін, фонтан гейші».

## Критика
Книга включена до наукової фантастики редактора Interzone Девіда Прінгла : 100 найкращих романів (1985). Харі Кунзру, написавши в Guardian, описав трилогію «Танцівниці Кінця часів» як «одну з найбільших повоєнних англійських фантазій».

## Виступи в інших медіа

### Книги
- Оповідання Кейтлін Кірнан 1995 року «Гіганти на Землі», приквел до «Чужого тепла», розповідає про суспільний дебют 7-річного Джерека Карнеліана з мешканцями Кінця часів.
- У 2011 році видавництво PS Publishing опублікувало «Бунтар Кінця часів», ще один приквел до «Чужого тепла», написаний Стівом Ейлеттом. У ньому спільна обстановка та кілька персонажів із послідовністю Муркока. Події роману, пов’язані з приходом бойовика-революціонера ХХІ століття Наприкінці часів, досить несуттєві, щоб про них майже забули до початку «Чужого тепла», за винятком побіжної згадки «Чужого тепла» швидкоплинна мода на прапори.

### Музика
- Муркок записав вокал і гармоніку до альбомів Spirits Burning і Майкла Муркока «Чуже тепло»[8] і «Порожні землі».[8] Більшість текстів пісень було взято або засновано на тексті романів із його трилогії «Танцівники Кінця часів». Альбоми були спродюсовані лідером Spirits Burning Доном Фальконе, і включали внески Альберта Бушара та інших учасників Blue Öyster Cult, а також колишніх учасників Hawkwind.
- Гурт Howlin' Rain містить пісню "Dancers at the End of Time" у своєму альбомі Magnificent Fiend. Приспів пісні: «Місіс Амелія Андервуд/Неси моє серце у своїх руках/Ісус буде світити тобі яскраво/У порожнисті землі».